# Suport Decidit
La Missió de Suport Decidit o Operació Suport Decidit fou una missió d'entrenament, assessoria i assistència dirigida per l'Organització del Tractat de l'Atlàntic Nord (OTAN) que consistia en més de 16.000 tropes de 41 països a l'Afganistan, que va començar l'1 de gener de 2015. Fou la continuació de la missió de combat de la Força Internacional d'Assistència i de la Seguretat (ISAF) que va finalitzar el 28 de desembre de 2014.

## Base legal
El pla d'operacions de la Missió de Suport Decidit va ser aprovat pels ministres d'afers exteriors dels membres de l'OTAN a la fi de juny de 2014 i el corresponent acord sobre l'estatut de les forces va ser signat pel president de l'Afganistan, Ashraf Ghani, i el Representant Civil Superior de l'OTAN a l'Afganistan, Maurits Jochems, a Kabul el 30 de setembre de 2014. El Consell de Seguretat de les Nacions Unides va aprovar per unanimitat la resolució 2189 del Consell de Seguretat de les Nacions Unides en suport de la nova missió internacional a l'Afganistan.

## Objectius
L'objectiu de la missió fou proporcionar capacitació, assessorament i assistència a les forces i institucions de seguretat afganeses en el seu conflicte amb grups extremistes com els talibans, la xarxa Haqqani i el EI-K.
El president dels Estats Units, Barack Obama, en una roda de premsa de la Casa Blanca el dimecres 6 de juliol de 2016, va afirmar que, després del general del general John W. Nicholson, el president del cap de gabinet conjunt Joseph Dunford i les recomanacions recíproques del secretari del Departament de Defensa dels Estats Units Ashton Carter, els Estats Units deixarien uns 8.400 soldats a l'Afganistan fins al final de la seva administració el desembre del 2016.

## Desenvolupament

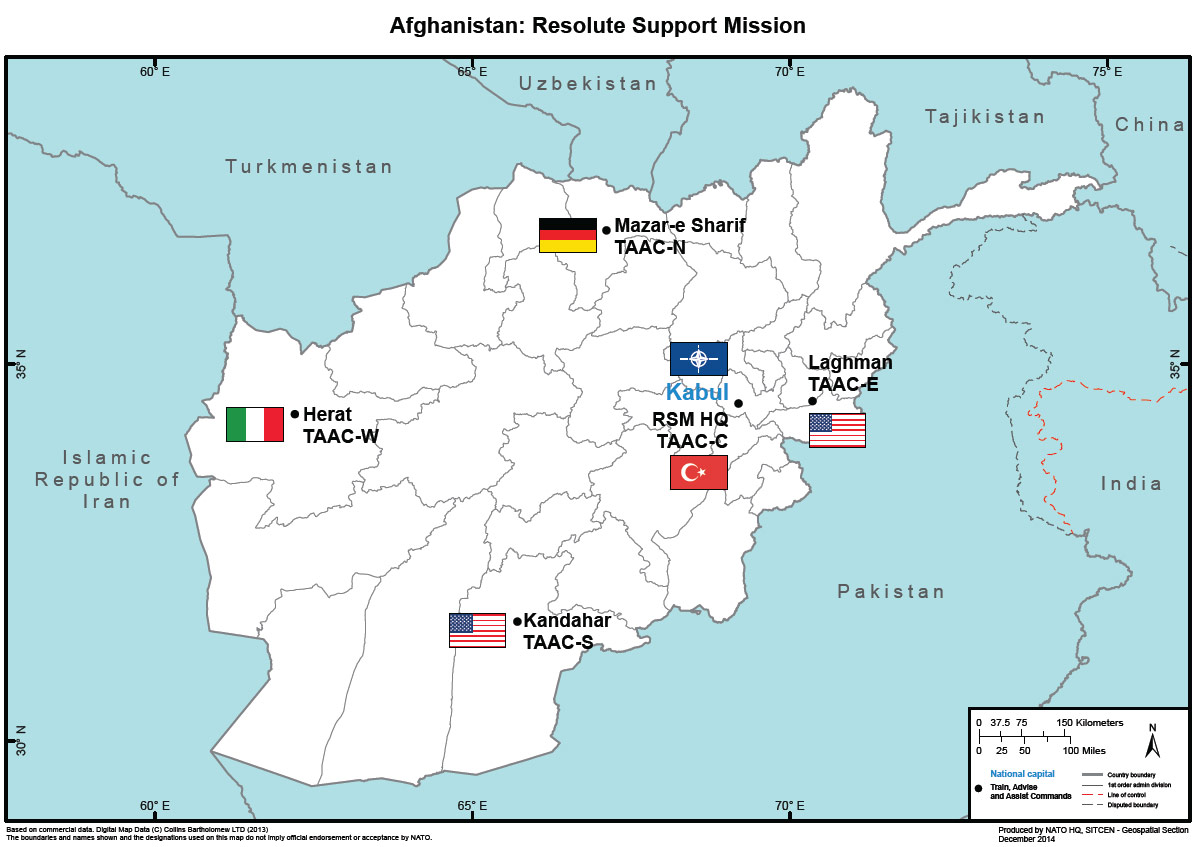
Repartiment de les responsabilitats de Suport Decidit

A l'inici de 2017, es va posar en marxa instal·lant 8.400 soldats en quatre guarnicions (Kabul, Kandahar, Bagram i Jalalabad). En 2018 estava comandada pel General de l'Exèrcit dels Estats Units Austin S. Miller. La Missió de Suport Decidit està formada per aproximadament 17.000 efectius de l'OTAN i de països associats a l'Afganistan, amb seu central a Kabul i l'aeròdrom de Bagram. L'Inspector General Especial per a la Reconstrucció de l'Afganistan (SIGAR) fou l'encarregat de supervisar els 117.266 milions de dòlars que el Congrés ha proporcionat per implementar programes de reconstrucció a l'Afganistan.

## Final de la missió
El president dels Estats Units d'Amèrica Joe Biden va anunciar 14 d'abril de 2021 que les tropes nord-americanes es retirarien d’Afganistan entre l’1 de maig i l’11 de setembre, allargant el termini inicial pactat amb els talibans que acabava l'1 de maig, i el 4 de maig els talibans llancen una ofensiva contra les forces afganeses al sud de Helmand i sis províncies més. L'onze de maig els talibans capturen Nerkh, a prop de Kabul i la violència s'intensifica a 26 de les 34 províncies del país. Les últimes tropes de l'RSM que van marxar van ser una unitat militar nord-americana comandada pel general de divisió Christopher T. Donahue, que van ser retirades el 30 d'agost de 2021.
El 22 de juny els combatents talibans llancen una sèrie d'atacs al nord del país, lluny de les tradicionals fortaleses del sud, i controlen més de 50 dels 370 districtes. El 2 de juliol les tropes nord-americanes es retiren de la seva base de Bagram, posant punt-i-final efectiu a la intervenció dels Estats Units a la guerra, i el 21 de juliol els talibans ja controlen la meitat dels districtes de l'estat, i el 6 d'agost prenen Zaranj, al sud del país, sent la primera capital de província que cau en mans dels talibans en anys, i nou més ho fan els dies següents, incloent Kunduz, al nord, i el 15 d'agost el president Ashraf Ghani va fugir del país.

## Països contribuïdors
En 2019, entre les forces que contribuiren a la missió es troben 8.475 estatunidencs que entrenen i ajuden a les forces afganeses, aproximadament 5.500 estatunidencs que participen en missions antiterroristes, 8.673 soldats aliats i 27.000 contractistes militars.
Un nou tipus d'unitat estatunidenca, les Brigades d'Assistència de les Forces de Seguretat (Security Force Assistance Brigade), va començar a desplegar-se a l'Afganistan al febrer de 2018 per a donar suport a la missió.
El segon país amb més personal és Alemanya amb 1.300. El tercer, el Regne Unit, que va anunciar al juliol de 2018 que enviaria 440 efectius britànics més a l'Afganistan. Aproximadament la meitat del personal addicional es va desplegar a l'agost de 2018 i l'altra meitat ho va fer al febrer de 2019. Això va augmentar el número total de personal britànic al país de 650 a 1.090 a principis de 2019.
Els següents països tenien personal a l'Afganistan el febrer de 2021:
| País                 | Personal |
| -------------------- | -------- |
| Estats Units         | 2,500    |
| Alemanya             | 1,300    |
| Itàlia               | 895      |
| Geòrgia              | 860      |
| Regne Unit           | 750      |
| Romania              | 619      |
| Turquia              | 600      |
| Polònia              | 290      |
| Mongòlia             | 233      |
| Portugal             | 174      |
| Països Baixos        | 160      |
| Dinamarca            | 135      |
| Armènia              | 121      |
| Azerbaidjan          | 120      |
| Bulgària             | 117      |
| Noruega              | 101      |
| Albània              | 99       |
| Austràlia            | 80       |
| Bèlgica              | 72       |
| Bòsnia i Hercegovina | 66       |
| República Txeca      | 52       |
| Estònia              | 45       |
| Lituània             | 40       |
| Eslovàquia           | 25       |
| Espanya              | 24       |
| Finlàndia            | 20       |
| Macedònia del Nord   | 17       |
| Àustria              | 16       |
| Suècia               | 16       |
| Grècia               | 11       |
| Ucraïna              | 10       |
| Hongria              | 8        |
| Nova Zelanda         | 6        |
| Eslovènia            | 6        |
| Letònia              | 2        |
| Luxemburg            | 2        |
| Total                | 9,592    |